# Синагога Иосефин
Синагога Иосефин — синагога в районе Иосефин города Тимишоара. Построена в 1895 году, это одна из трёх больших синагог города и последняя из действующих.

## История
Община ортодоксальных евреев в Иосефине, образованная в 1871 году, собиралась до 1894 г. в арендованных помещениях. Синагога была открыта 18 сентября 1895 года, накануне Рош ха-Шана. Раввин Бернат Шюк, как лидер общины, внёс весомый вклад в её строительство. Кароль Тельбиш, мэр Тимишоары, также присутствовал на открытии. Построенная по планам архитектора Карла Харта в эклектичном стиле с неомавританскими, неороманскими и неоготическими орнаментами, синагога скромных размеров по сравнению с двумя другими крупными синагогами города. В 1910 году синагогу расширили, но фотографии 1914 и 1915 годов показывают, что синагога имела только один центральный купол. Позже она приобрела свой нынешний вид, с двумя центральными куполами и двумя меньшими, боковыми.
Во дворе синагоги находились хедер (детский сад), миква (ритуальное омовение) и скотобойня шхита. Ортодоксальная начальная школа, основанная в 1918 году, через десять лет переехала в новое здание в конце двора. Мраморная доска внутри синагоги увековечивает память о строительстве школы в 1928 году и увековечивает имена тех, кто внёс свой вклад: первого раввина Берната Шюка, президента общины Якаба Ротбарта, архитекторов Арнольда Мербла и Якаба Кляйна и других.
В настоящее время синагога Иосифа используется только в пятницу вечером, в субботу утром и в праздничные дни. Вместимость помещения — 150 человек.